# Stomatocyt

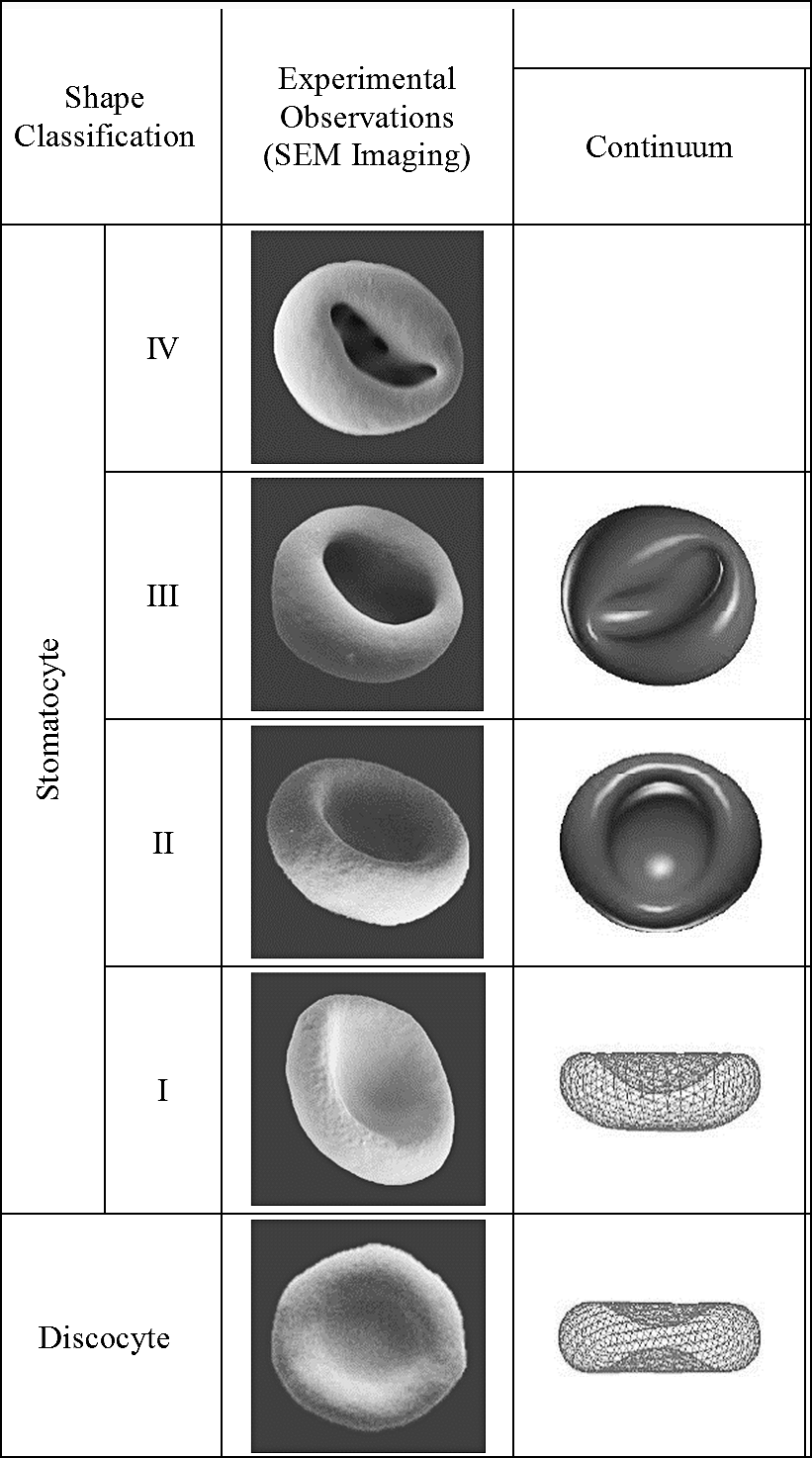
Stomatocytenklassificatie.

Een stomatocyt is een afwijkende rode bloedcel. Er zijn veel redenen voor deze vormveranderingen.
Het lijkt erop dat bij de vorm de expansie van de binnenste lamellen van de lipide dubbellaag van het celmembraan een belangrijke rol speelt. Naast het voorkomen van geïsoleerde stomatocyten in bloeduitstrijkjes bij gezonde personen, is er ook een verhoogd voorkomen bij stomatocytose, bepaalde secundaire ziekten en een erfelijke vorm. Stomatocyten kunnen ook als artefacten in dikke gedeelten van het bloeduitstrijkje verschijnen.
De normale biconcave vorm van een rode bloedcel kan worden gewijzigd in stomatocyten en echinocyten. Stomatocyten- en echinocytenvormen worden verder gecategoriseerd in subklassen I, II, III en IV, rekening houdend met verschillende stadia van concaviteit en karteling. De nomenclatuur van Bessis wordt algemeen gebruikt om verschillende rode bloedcelvormen te identificeren. De verschillende stadia van een stomatocyt kunnen als volgt worden omschreven:
- stomatocyt I is een bekervorm met een ondiepe cirkelvormige instulping;
- stomatocyt II is een bekervorm met een diepere instulping, maar nog steeds ten minste ongeveer cirkelvormig;
- stomatocyt III is een bekervormig lichaam met een diepe instulping, vaak verlengd tot een mondachtige spleet en soms vergezeld door andere putvormige instulpingen;
- sfero-stomatocyt (Stomatocyt IV) is een bolvorm met kleine uitstulpingen die nog steeds aan het membraan vastzitten.[2]

## Oorzaken
De meest voorkomende oorzaak van stomatocytose is alcoholvergiftiging of alcoholische levercirrose. Verdere kunnen ze ontstaan door middel van verschillende middelen, waaronder amfifielen, extracellulaire ionensterkte en pH, die reversibele transformaties veroorzaken bij een constant membraanoppervlak en celvolume.  Naast stomatocyten worden ook macrocyten (abnormaal grote rode bloedcellen) aangetroffen. Een andere oorzaak voor het verhoogde aantal stomatocyten in het bloeduitstrijkje is erfelijke stomatocytose. In het bloeduitstrijkje worden 10-30% van de stomatocyten aangetroffen. Erfelijke stomatocytose is een van de hemolytische anemiën, meestal het gevolg van autosomaal dominante menselijke aandoeningen die de rode bloedcellen aantasten.